# Centre algérien de la cinématographie
Le centre algérien de la cinématographie,, (CAC) organisme public qui gère la cinémathèque algérienne, est un établissement public (subventionné par l’État), créé par décret présidentiel le 17 mars 1967. Le CAC a récupéré la gestion de la prestigieuse cinémathèque algérienne, qui a été créée le 23 janvier 1965, et qui est devenue à partir de la salle du 26 rue Ben M’hidi à Alger l’épicentre de ses activités cinématographiques nationales.